# カール・フォン・アーミラ

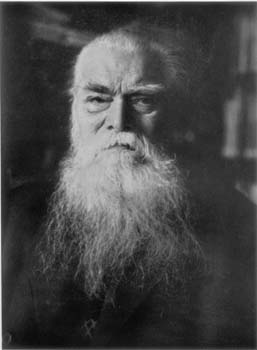
カール・フォン・アーミラ

カール・フォン・アーミラ（Karl von Amira, 1848年3月8日 - 1930年6月22日）は、ドイツの法制史学者。

## 生涯
バイエルン王国（現バイエルン州）のアシャッフェンブルク出身。判事であった父の影響を受けてミュンヘン大学で法律を学び、後にフライブルク大学の教授となる。ゲルマニステンに傾倒し、パンデクテン法学に批判的であったが、ドイツ民法典編纂によって法制史への関心が低下していく中で、ドイツ一国の法制史ではなく、ゲルマン民族全体の法制史の追求を図ることで生き残りを図った。文献学・古事学の研究成果を採用した彼はゲルマン法の原流を北方ゲルマン法に求め、特にゲルマン法の法ドグマ（法原理）として重要視されてきた「債務と責任」の原点が同法にあると考えていた。1882年から13年かけて刊行された『北方ゲルマン債権法』と呼ばれる一群の書籍はその集大成であった。更にザクセンシュピーゲルなど中世ドイツ法文献に関する文献学研究を批判して新たな観点を提示し、その後の研究に影響を与えた。
1930年、ミュンヘンで死去した。